# 김다현 (배우)
김다현(본명: 김세현 (金多炫), 본래 1980년 1월 1일 음력 1979년 12월 ~ )은 대한민국의 배우이다.

## 학력
- 계원예술고등학교 1998년 2월
- 단국대학교 연극영화과

## 연기 활동

### 드라마
- 2025년 일더하기 이야기 웹드라마 《멘탈워리어》
- 2023년 디즈니+ 드라마 《무빙》 ... 배재학 역
- 2020년 OCN 토일드라마 《루갈》 ... 설민준 역
- 2017년 KBS2 일일연속극 《내 남자의 비밀》 ... 강인욱 역
- 2015년 카카오페이지 한중합작 웹드라마 《유명산 진달래》 ... 유명산 역
- 2014년 MBC 단막극 《드라마 페스티벌 - 기타와 핫팬츠》 ... 태주 역
- 2014년 MBC 수목드라마 《앙큼한 돌싱녀》 ... 김창수 역 (특별출연)
- 2013년 KBS2 단막극 《KBS 드라마 스페셜 - 진진》 ... 문태석 역
- 2013년 MBC 주말연속극 《금 나와라, 뚝딱!》 ... 진상철 역
- 2012년 SBS SBS 대기획 《대풍수》 ... 성복 역
- 2012년 tvN 수목드라마 《일년에 열두남자》 ... 조현우 역
- 2011년 SBS 월화드라마 《무사 백동수》 ... 김홍도 역
- 2007년 SBS 대기획 《로비스트》 ... 앤디 역
- 2007년 SBS 대하사극 《왕과 나》 ... 최자치 역
- 2005년 SBS 드라마 스페셜 《건빵선생과 별사탕》 ... 지현우 역

### 영화
- 2024년 《어게인 1997》 ... 40대 우석 역
- 2023년 《튤립 모양》 ... 백석영 역
- 2022년 《모자산책》 ... 아이디 '엄마' 역
- 2017년 애니메이션 《무녀도》 ... 욱이(목소리) 역
- 2010년 《살인의 강》 ... 승호 역

### 공연
- 2019년 뮤지컬 《1976 할란카운티 - 앵콜》 ... 다니엘 역
- 2019년 뮤지컬 《스토리 오브 마이 라이프》 ... 토마스 위버 역
- 2019년 연극 《왕복서간:십오 년 뒤의 보충수업》 ...준이치 역
- 2019년 뮤지컬 《1976 할란카운티》 ... 다니엘 역
- 2019년 대한민국임시정부수립 및 3.1운동 100주년 기념 창작뮤지컬 《독립군(獨立群)》 ... 김구 역
- 2018년 뮤지컬 《더데빌》 ... X-White 역
- 2018년 세계유교문화재단 뮤지컬 《이육사》 ... 이육사 역
- 2017년 창작가무극 《신과 함께_저승편》 ... 진기한 역
- 2016년 뮤지컬 《스토리 오브 마이 라이프》 ... 토마스 위버 역
- 2016년 뮤지컬 《페스트》 ... 리유 역
- 2016년 뮤지컬 《노트르담 드 파리》 ... 그랭구와르 역
- 2016년 신세계지식향연 《나약한 인간 맥베스》 ... 맥베스역
- 2015년 창작가무극 《신과 함께_저승편》 ... 진기한 역
- 2015년 연극 《M.butterfly》 ... 송 릴링 역
- 2014년 뮤지컬 《라카지》 ... 앨빈 역
- 2014년 뮤지컬 《보이첵》 ... 보이첵 역
- 2014년 뮤지컬 《프리실라》 ... 버나뎃 역
- 2014년 뮤지컬 《헤드윅》 ... 헤드윅 역
- 2014년 연극 《M.butterfly》 ... 송 릴링 역
- 2014년 뮤지컬 《해를 품은 달》 ... 이훤 역
- 2013년 뮤지컬 《아가씨와 건달들》 ... 스카이  역
- 2013년 뮤지컬 《해를 품은 달》 ... 이훤 역
- 2013년 뮤지컬 《아르센 루팡》 ... 루팡  역
- 2012년 뮤지컬 《락 오브 에이지》 ... 드류 역
- 2012년 뮤지컬 《젊은 베르테르의 슬픔》 ... 베르테르 역
- 2012년 뮤지컬 《쌍화별곡》 ... 원효 역
- 2012년 뮤지컬 《라카지》 ... 앨빈 역
- 2012년 연극 《M.butterfly》 ... 송 릴링 역
- 2012년 뮤지컬 《서편제》 ... 동호 역
- 2011년 연극 《연애시대》 ... 리이치로 역
- 2010년 뮤지컬 《생명의 항해》 ... 데이비스 역
- 2009년 뮤지컬 《돈 주앙》 ... 돈 주앙 역
- 2008년 뮤지컬 《라디오스타》 ... 최곤 역
- 2008년 뮤지컬 《헤드윅》 ... 헤드윅 역
- 2007년 뮤지컬 《헤드윅》 ... 헤드윅 역
- 2006년 뮤지컬 《프로듀서스》 ... 레오 블룸 역
- 2006년 뮤지컬 《폴 인 러브》 ... 재영 역
- 2006년 뮤지컬 《헤드윅》 ... 헤드윅 역
- 2005년 뮤지컬 《헤드윅》 ... 헤드윅 역
- 2004년 뮤지컬 《페임》 ... 닉 역
- 2004년 뮤지컬 《사랑은 비를 타고》 ... 동현역
- 2004년 뮤지컬 《소나기》 ... 준범 역
- 2003년 뮤지컬 《젊은 베르테르의 슬픔》 ... 베르테르 역

## 음악
- 2015년 Theater Song 1st - Butterfly
- 2014년 기타와 핫팬츠 OST - 저 별까지 들리게

## 음반
- 2003년 야다 3집 - Aquamarine
- 2000년 야다 2집 - Restructure
- 1999년 야다 1집 - Wear To Healing

## 수상
- 2006년 제12회 한국뮤지컬대상 남우신인상

## 가족 관계
- 배우자 : 김미경 (1981년 ~ )
  - 장남 : 김이든(Kim Eden (2009년 5월 ~ )
  - 차남 : 김이빛 (Kim Ebit (2013년 ~ )
  - 장녀 : 김이플 (Kim Epeul(2017년 ~ )